# Кочиљија (Лука)
Кочиљија је насеље у Италији у округу Лука, региону Тоскана.
Према процени из 2016. у насељу је живело 100 становника. Насеље се налази на надморској висини од 332 м.